# فايش
فايش أو العيش الفايش هو نوع من المخبوزات المصرية يشتهر في الصعيد بشكل خاص ويتميز بلونه الأصفر لوجود الكركم في مكوناته وغالبا ما يقدم مع الشاي أو بدون بمفرده كمقرمشات. يصنع من الدقيق، الحليب، السمن، الكركم، الحمص وملح وسكر.